# インディアナ州刑務所の脱獄事件
インディアナ州刑務所の脱獄事件（インディアナしゅうけいむしょのだつごくじけん、英：Indiana State Prison Escape）は、1933年9月26日にインディアナ州ミシガンシティのインディアナ州刑務所で発生した集団脱獄事件。10人の受刑者が計画的に脱獄し、後に有名になるデリンジャーギャングを形成するきっかけにもなった。

## 事件の概要

### ジョン・デリンジャーの釈放
1933年5月22日、ミシガンシティのインディアナ州刑務所に8年半服役してきたジョン・デリンジャー(30)が仮釈放となった。故郷の継母が昏睡状態になったため住民184人が提出した嘆願書が受諾されたのだった。
彼の先輩格であるハリー・ピアポントは以前から脱獄の方法を考えており、出所するデリンジャーに銀行強盗の手順や仲間の連絡先、今後の計画などを伝授し、彼に託した。デリンジャーは5件の銀行強盗を成功させ資金を調達し、まずは拳銃数丁を塀の中に投げ込むというシンプルな方法を試みたのだが、他の囚人が見つけてしまい失敗に終わった。
9月22日、警察はデリンジャーが刑務所仲間の妹のメアリー・ロングネッカーという女性と付き合っていることを突き止め、オハイオ州デイトンの彼女のアパートに踏み込んで逮捕した。彼は脱獄のプランらしきメモを持っていたが、その4日後、インディアナ州刑務所でメモとよく似た脱獄事件が発生した。

### 脱獄事件の発生
1933年9月26日の昼過ぎ、昼食を終えた9人の囚人が地下のシャツ工場に向かった。シャツ工場で作業中のウォルター・ディートリッヒは彼らに拳銃3丁とこん棒を渡し、工場長と数人の受刑者を縛り上げた。
拳銃をどのように持ち込んだのか立証されていないが『製糸会社から刑務所のシャツ工場に定期的に運び込まれる木箱に銃を忍ばせるようデリンジャーが手配した』という説が有力である。彼らは台車にシャツを積み上げて武器を隠し、雨が降るグラウンドを横切って管理棟に向かった。シャツの運搬は日常的な光景なので看守たちは気にも留めなかった。
管理棟に入るには鉄格子のドアが3ヶ所あった。1つ目は格子越しに看守に拳銃を向けて開錠させ、2つ目はいつものシャツの出荷だろうと看守が自ら鍵を開けた。すぐに異変に気付いたが殴り倒され、この看守から奪った鍵で3つ目を開けた。管理棟を制圧した囚人らは武器保管庫の銃を手にした。抵抗する職員は容赦なく殴られ、72歳の事務職員は苛立った囚人に腹部を撃たれた。（命に別状はなく後に復帰した） 
10人は正面ゲートから表へ出た。わずか20分足らずの出来事であった。

### 逃走
脱獄犯は計10名、ディートリッヒ組4名とピアポント組6名の2班に分かれた。
■ウォルター・ディートリッヒ（28歳、銀行強盗と殺人で終身刑）Walter Dietrich
ジョセフ・バーンズ（29歳、殺人で終身刑） Joseph Burns
ジョセフ・フォックス（32歳、銀行強盗で終身刑）Joseph Fox
ジェームズ・"オクラホマジャック"・クラーク（31歳、銀行強盗と殺人で終身刑） James Clark
■ハリー・ピアポント（31歳、銀行強盗で懲役10〜21年）Harry Pierpont
チャールズ・マクレイ（43歳、銀行強盗で懲役10〜20年）Charles Makley
ジョン”レッド”・ハミルトン（34歳、銀行強盗で懲役25年）John Hamilton
ラッセル・クラーク（35歳、銀行強盗で懲役20年、ジェームズ・クラークとは無関係）Russell Clark
エドワード・シャウス（31歳、武装強盗で懲役22年）Edward Shouse
ジェームズ・ジェンキンス（31歳、殺人で終身刑、デリンジャーの元同房者）James Jenkins

ディートリッヒ組(バーンズ、フォックス、クラーク)の逃亡は険しいものだった。
まず車を探そうと駐車場に向かったところ、たまたま囚人を連れて刑務所に来たニール保安官と遭遇、保安官を人質にして彼の車で出発したが、ほどなくぬかるんだ道でスリップし道路脇に脱輪してしまう。近くの農家から車を盗み再び走り出したが、10キロも走らないうちにタイヤがパンクし、青い囚人服の4人は保安官を連れて雨が降る茂みの中を歩いた。
翌々日の午後、保安官を木に縛り付けていこうと考えたが、死ぬかもしれないのでインディアナ州ゲーリーまで連れていき解放した。皆の体力が衰えていく中、ジェームズ・クラークは濡れた生野菜を食べたせいで食中毒になり今にも死にそうだったので置いていった。保安官の通報でクラークの身柄は確保された。
ディートリッヒはアル・カポネの傘下にあったジャック・クルタスギャングに戻ったが、報奨金欲しさに仲間に密告され年が明けた1月に逮捕された。同年12月にはバーンズ、翌年6月にはフォックスが逮捕され3人とも刑務所に戻された。
一方、ピアポント組(マクレー、ハミルトン、ラッセル・クラーク、シャウス、ジェンキンズ)は、刑務所の向かいのガソリンスタンドで車を奪い、ピアポントの恋人メアリー・キンダーのアパートに到着した。その後すぐオハイオ州ライプシックにあるピアポントの両親の農場に向かった。

### デリンジャーの救出
ピアポントはデリンジャーと合流するはずだったが、彼は4日前に再び逮捕されオハイオ州ライマの郡拘置所に入れられていた。ピアポントは恩人を救出してやろうと計画を立てた。
翌日、恋人のキンダーが友人と一緒に6人分のスーツや靴を別々の店で買い揃えた。またデリンジャーの2度目の銀行強盗を手伝ったハリー・コープランドも参加し、オハイオ州ハミルトンにある隠れ家を提供した。
ハミルトンに向かう途中で警察に見つかり追跡されるが、状況はわからないが途中でジェームズ・ジェンキンズが車から転落した。彼は通りかかった車を止め、運転手に銃を突き付けて「遠くに連れて行け」と命令した。夜遅くインディアナポリス近郊のガソリンスタンドに寄るのだが、ジェンキンズが車から降りた途端、運転手は急発進して走り去り通報した。すぐに警察や自警団が動き出し、彼は商店に追い詰められ農夫のベン・カンターが20ゲージのショットガンでジェンキンズの頭を(文字通り)吹き飛ばした。
あとの5人はハミルトンにたどり着いたが、現金が足りないのでチャールズ・マクレイの出身地であるオハイオ州セントメアリーズのファーストナショナル銀行で1万1千ドル（現在の27万ドル）を強奪した。手慣れたもので誰も1発も発砲しなかったが、銀行員がマクレイの顔に見覚えがあり犯人が特定された。
1933年10月12日、警官に扮したピアポント、マクレイ、ラッセル・クラークが拘置所に現れた。管理室ではジェス・サーバー保安官(47)とルーシー夫人がデスクに座り、奥のソファに保安官助手が座っていた。「デリンジャーを刑務所に戻すため引き取りに来た」と用件を伝えると、新聞を読んでいたサーバー保安官(47)が書類や身分証を求めたためピアポントは銃を抜いた。保安官が引き出しから拳銃を取ろうとしたのでピアポントが発砲、左腹部を撃たれながらなおも抵抗する保安官の頭をマクレイが拳銃で殴りつけたが、ルーシー夫人が鍵を差し出したので騒ぎは収まった。
デリンジャーを独房から連れ出し、夫人と保安官助手を閉じ込めて逃走した。保安官は病院に運ばれたがその日の夜に死亡した。奇しくもデリンジャーとサーバー保安官は誕生日が同じだった。
一味がハミルトンの住宅街にいるという通報があり、地元警察、州警察、州兵など数百人を動員し住宅や納屋などをシラミ潰しで捜索を行なった。しかし既に出発した後で、見つかったのは彼らが使用したと思われる盗難車1台だけだった。

### デリンジャーギャングの結成
拘置所の事件の2日後、デリンジャーらは武器を調達するためインディアナ州オーバーン警察署に押し入った。2人の警官を銃で脅し、トンプソン短機関銃、スプリングフィールド銃、.401ウィンチェスター自動小銃、16ゲージショットガン、.45オートと.25オート(スペイン製で署長の私物)、.38口径と.44口径のリボルバー数丁、大量の弾薬、防弾チョッキ3着等を強奪した。所要時間は数分で負傷者はなかった。
さらに10月20日、インディアナ州ペルーの警察署から再び銃と弾薬、防弾チョッキ数着を奪い、その3日後にはインディアナ州グリーンキャッスルの銀行強盗で7万4千ドル(現在の約180万ドル)を強奪した。
当局はこれをギャングの宣戦布告と見なした。州兵がギャングに買収されないよう州警察の監督下に置き、志願兵を募集するなどして500人からなる対ギャング部隊を組織した。また、警察襲撃事件は連邦法に違反していないにもかかわらず捜査局(後のFBI)も捜査に乗り出した。捜査局が管轄外の事件に介入した初めてのケースで、最新の指紋分析技術を使って犯人の割り出しに成功した。
地元の新聞やラジオ局は拘置所の事件の成り行きを連日報道し、マスコミは拘置所での残虐な犯行から「テラーギャング」と呼んだ。その後彼らを「ファースト・デリンジャーギャング」として全米に知られるようになった。

## フィクションのインディアナ州刑務所脱獄事件
「パブリック・エネミーズ」（2009年の映画） 
※映画ではデリンジャーとレッド・ハミルトンが仲間を救出し、ウォルター・ディートリッヒは看守に背中を撃たれ死亡する。